# كوين ألمان
كوين ألمان (بالإنجليزية: Quinn Allman)‏ هو موسيقي وعازف قيثارة ومنتج أسطوانات أمريكي، ولد في 18 يناير 1982 في أوريم في الولايات المتحدة.

## وصلات خارجية
- كوين ألمان على موقع IMDb (الإنجليزية)
- كوين ألمان على موقع ميوزك برينز (الإنجليزية)
- كوين ألمان على موقع إن إن دي بي (الإنجليزية)
- كوين ألمان على موقع ديسكوغز (الإنجليزية)
- كوين ألمان على موقع كينوبويسك (الروسية)